# Julius Bard Verlag

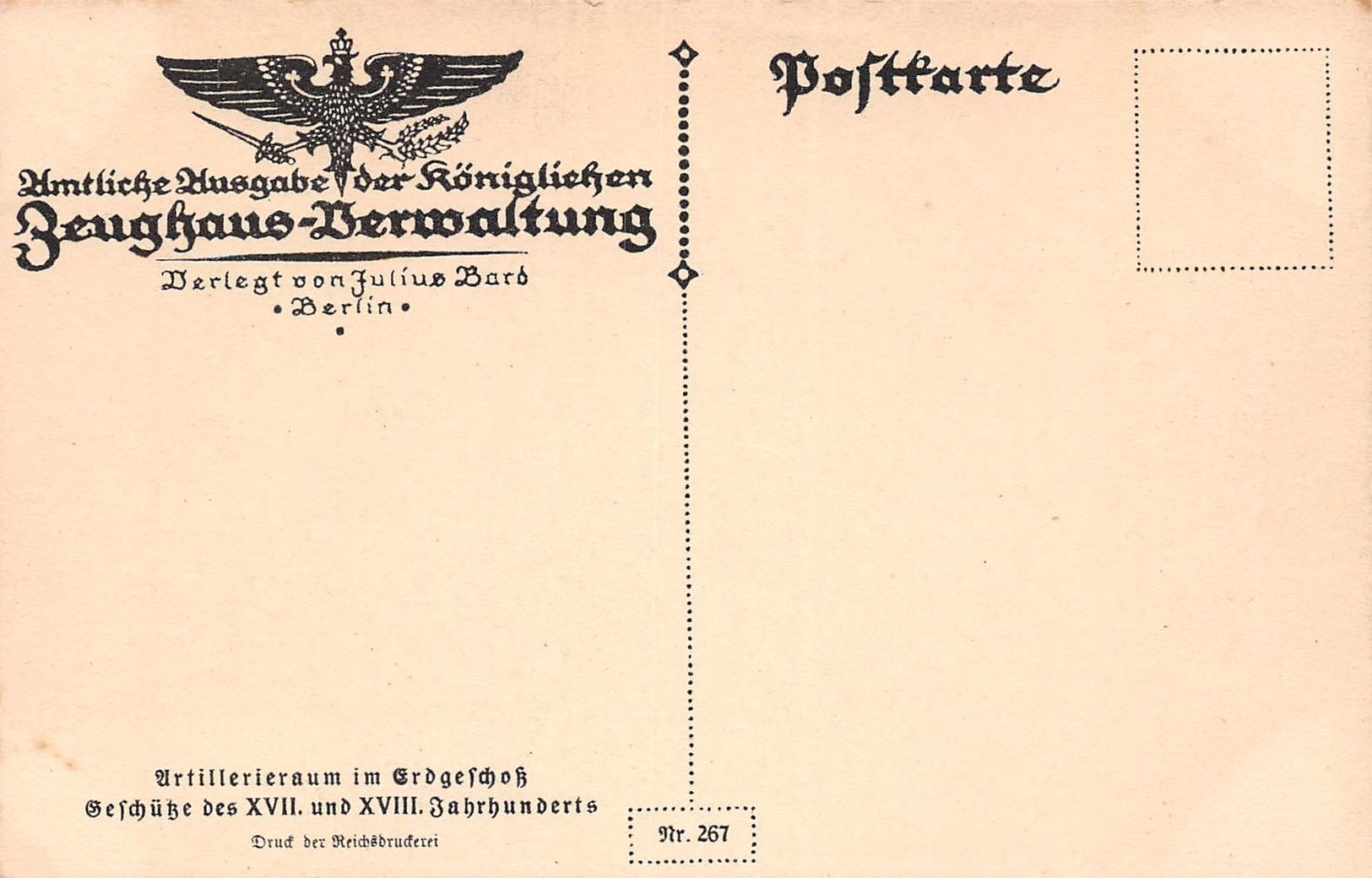
Ansichtskarte (Revers) Nr. 267 „Amtliche Ausgabe der Königlichen Zeughaus-Verwaltung“ zur Artillerie-Ausstellung; Verlag von Julius Bard; Druck der Reichsdruckerei

Der Julius Bard Verlag, mit Varianten teils Bard-Verlag für Literatur und Kunst und zeitweilig auch Bard, Marquardt & Co. genannt, war der Verlag des gleichnamigen Verlegers Julius Bard. Er bestand von 1910 bis in die 1930er Jahre.

## Geschichte und Verlagsprogramm
Der Verlag hatte seinen Sitz am Ludwigkirchplatz 7 im Berliner Zentrum und gab im Zeitraum von 1900 (obwohl er offiziell erst 1910 gegründet wurde) bis 1931 zahlreiche Kunstbücher und Kataloge für Museen heraus.
Während des Ersten Weltkriegs brachte der Verlag die Zeitschrift Krieg und Kunst mit „Original-Steinzeichnungen [von Künstlern] der Berliner Sezession“ auf den Markt.
Der Verlag Julius Bard ging während der Zeit des Nationalsozialismus an die ebenfalls in Berlin ansässige Frankfurter Verlags-Anstalt AG über.
1937 wechselten rund 2400 Fotonegative im Auftrag des Bard-Verlages entstandener Aufnahmen von Gemälden aus Museen in Berlin, Bremen, Budapest und Kassel ihren Besitzer: Die Negative wurden später Teil der Sammlungen des Deutschen Dokumentationszentrums für Kunstgeschichte – Bildarchiv Foto Marburg.

## Publikationen (Auswahl)
- um 1900: Malcolm Bell, Richard Muther (Hrsg.): Burne-Jones[5]
- 1901: Eduard Nascher: Handbuch der Geschichte der Weltliteratur. Nach den besten Quellen bearbeitet.[5]
- 1902: Paul Gottschalk: Der Anarchist, Novellen. Umschlagzeichnung und Buchschmuck entworfen von Georg Tippel[5]
- 1902: Julius Meier-Graefe: Manet und sein Kreis[5]
- 1902: Arthur Möller-Bruck: Das Variete[5]
- 1902: Barbey d’Aurevilly, Jules Amedee: Finsterniss. (OT: Une histoire sans Nom). Buchschmuck von Georg Tippel[5]
- 1903: Eine empfindsame Reise im Automobil von Berlin nach Sorrent und zurück an den Rhein, in Briefen an Freunde geschildert von Otto Julius Bierbaum. Mit vierzig Abbildungen teils nach der Natur und teils nach Kunstwerken. Lerne zu reisen ohne zu rasen. Im Verlage von Julius Bard in Berlin Weihnachten MCMIII.
- 1905: Georg Münzer: Wunibald Teinert. Eine trag-komische Musikanten- und Kritikergeschichte[5]
- 1907: Emanuel von Brodman: Der Wanderer und der Weg[5]
- 1908: Julius Vogel: Goethes Tagebuch der italienischen Reise Mit sechs landschaftlichen Zeichnungen des Dichters[5]
- 1908: Ernst Heidrich (Hrsg.): Albrecht Dürers schriftlicher Nachlass. Familienchronik / Gedenkbuch / Tagebuch der niederländischen Reise / Briefe / Reime / Auswahl aus den theoretischen Schriften. Mit neun Zeichnungen und drei Holzschnitten Dürers[5]
- 1909–1911: Hans Posse: Königliche Museen zu Berlin. Die Gemäldegalerie des Kaiser-Friedrich-Museums.[3]
- 1910: Laurence Sterne: Yoricks empfindsame Reise durch Frankreich und Italien. Deutsch von Johann Joachim Bode.[5]
- 1910: Casimir von Chledowski: Der Hof von Ferrara; autorisierte Übersetzung aus dem Polnischen von Rosa Schapire. Titelzeichnung und Entwurf des Originaleinbandes von Walter Tiemann.[5]
- 1910: Weihnachts-Katalog 1910. Das moderne Buch des Jahres 1910, ein neuer Weihnachtskatalog[5]
- 1911: Amtliche Veröffentlichung der Königlichen Nationalgalerie zu Berlin. Erwerbungen für die Königliche Nationalgalerie von 1910 und 1911, Ausgestellt in der Königlichen Akademie der Künste zu Berlin 24. September bis 18. Oktober 1911[5]
- 1911: Karl Lachmann (Hrsg.): Der Nibelunge Noth. Nach der ältesten Überlieferung herausgegeben[5]
- 1913: Katalog der königlichen Gemäldegalerie zu Cassel. Berlin 1913[3]
- 1914: Daniel Chodowiecki, Paul Landau: Chodowieckis Illustrationen zu den deutschen Klassikern[5]
- 1914: William Hogarth: Aufzeichnungen[5]
- 1914: M. Leitner: William Hoogarths Aufzeichnungen. Seine Abhandlung Analyse der Schönheit[5]
- 1916: Gabriel von Térey: Die Gemäldegalerie des Museums für Bildende Künste in Budapest[3]
- 1916: Bernhard Kellermann: Der Krieg im Argonnerwald[5]
- 1919: Emil Waldmann: Die Bremer Kunsthalle. Amtlicher Führer[3]
- 1920: Jaro Springer (Hrsg.): Fünfzig Bildniszeichnungen von Albrecht Dürer[5]
- 1920: Ludwig Justi: Deutsche Malkunst im neunzehnten Jahrhundert[5]
- 1921: Erinnerungsbüchlein an die Brautzeit Alfred Rethels. Zeichnungen von Alfred Rethel für seine Braut mit Versen, die sie den Blättern hinzugefügt dem Jahre 1851.[5]
- 1923: Ernst Kühn: Antikes Schreibgerät (Meisterwerke in Berlin)[5]
- 1923: Bruno Schröder: Römische Bildnisse[5]
- ?   : Cornelius Gurlitt: Das französische Sittenbild des achtzehnten Jahrhunderts im Kupferstich[5]
- 1926: Ernst Guggenheim: Das böse Weib. Alte Schwänke und Geschichten. Neu erzählt[5]
- 1928: Gustav Glück, Franz Martin Haberditzl: Die Handzeichnungen von Peter Paul Rubens[5]
- 1929: L. Fischel: Katalog der Badischen Kunsthalle Karlsruhe mit 24 Abbildungen[5]
- 1929: Wilhelm Stein: Holbein[5]
- 1929: Die staatliche Gemäldesammlung zu Dresden[5]
- 1930: Max Martersteig: Giovanni Segantini (Die Kunst: Sammlung illustr. Monographien, Band 21)[5]
- ?   : Richard Muther (Hrsg.): Auguste Rodin. (Die Kunst, Band X.)[5]
- 1930: Hanns Sachs: Bubi: Die Lebensgeschichte des Caligula[5]
- 1931: Ludwig Justi: Von Corinth bis Klee[5]
- ?   : Rainer Maria Rilke: Auguste Rodin. Mit zwei Photogravüren und sechs Vollbildern in Tonätzung (Die Kunst. Herausgegeben von Richard Muther, Bd. 10)[5]